# فريق قتال اللواء الثالث (فرقة الفرسان الأولى)
لواء القتال الثالث، فرقة الفرسان الأولى ("لواء الذئب الرمادي الثالث، فرقة الفرسان الأولى") هو لواء مدرع مشترك الأسلحة تابع لفرقة الفرسان الأولى، ومقره فورت هود، تكساس. تشمل معداته الرئيسية دبابات M1A2SEP، ومركبات المشاة القتالية برادلي M2A3 وM3A3، ومدافع هاوتزر بالادين M109A7، ومركبات همفي مدرعة M1114.
- فوج الفرسان السابع
- فوج الفرسان الثامن
- فوج الفرسان التاسع
- فوج الفرسان الثاني عشر
- فوج المدفعية الميدانية 82

## علم الشعارات
اللواء الثالث هو أحد المكونات التابعة لفرقة الفرسان الأولى ويرتدي نفس شارة الأكمام على الكتف.

## التنظيم الأولي
تأسس اللواء الثالث، فرقة الفرسان الأولى، لأول مرة في 29 أغسطس/آب 1917. وفي ديسمبر/كانون الأول 1917، نُظم كمقر رئيسي للواء الثالث، وهو أحد عناصر فرقة الفرسان الخامسة عشرة. وسُرِّح اللواء في 15 يوليو/تموز 1919. وأُعيد تشكيله في 10 أغسطس/آب 1921، لينضم إلى فرقة الفرسان الأولى المُشكَّلة حديثًا. ولم يُعَد تنظيمه رسميًا، وظلّ في حالة ركود حتى تفعيله في 15 أكتوبر/تشرين الأول 1940.

## الحرب العالمية الثانية
حُوِّل اللواء وإعادة تسميته إلى HHC، فرقة القطارات المدرعة التاسعة، ونُشرت الوحدة في مسرح العمليات الأوروبي، حيث حصلت على رصيد مشاركة في الحملات العسكرية في عمليات راينلاند، وأردين-ألزاس، وأوروبا الوسطى. مُنحت الوحدة وسامَيْ تقدير استحقاق، مع شعارَيْن مطرزَيْن بـ "أوروبا 1944" و"أوروبا 1945". بعد الحرب العالمية الثانية، عادت الوحدة إلى الولايات المتحدة، وتم إيقافها.

## كوريا الجنوبية
ظلّ اللواء غير نشط حتى 15 يوليو/تموز 1963، حين أُعفي من مهمته في الفرقة المدرعة التاسعة، وحُوِّل إلى لواء المشاة الثالث، فرقة الفرسان الأولى. تم تفعيل اللواء في 1 سبتمبر/أيلول 1963، وكانت الفرقة متمركزة في كوريا في المنطقة الكورية منزوعة السلاح.

## حرب فيتنام
في يوليو 1965، نُقلت ألوان الفرقة إلى حصن بينينج، وخضعت لإعادة تنظيم كوحدة متنقلة جوًا. لم يُنقل أي جندي، وارتدى الجنود المتبقون في كوريا شارة فرقة المشاة الثانية. كان اللواء مليئًا بجنود من فرقة المشاة الثانية والفرقة الحادية عشرة المحمولة جوًا.
أبحر اللواء الثالث، فرقة الفرسان الأولى (المتحركة جوًا)، من تشارلستون، كارولاينا الجنوبية، إلى كوي نون، جمهورية فيتنام، في 17 سبتمبر 1965. وبدأت أولى عمليات اللواء الرئيسية في 10 أكتوبر 1965، تلتها المشاركة في معركة إيا درانج (14 نوفمبر 1965، 15 نوفمبر 1967)، المعروفة رسميًا باسم حملة بليكو. حصلت فرقة الفرسان الأولى (المتحركة جوًا) على وسام الوحدة الرئاسي للفترة من 23 أكتوبر إلى 26 نوفمبر 1965.
وبينما غادرت بقية الفرقة فيتنام الجنوبية في نهاية أبريل/نيسان 1971، شُكِّل اللواء الثالث في وحدة منفصلة وتولت السيطرة التشغيلية على منطقة عمليات فرقة الفرسان الأولى القديمة في فيتنام الجنوبية حتى عام 1972.
في 20 يونيو 1972، وفي حفل حضره الجنرال كريتون أبرامز، قائد فوج الفرسان الأمريكي في الولايات المتحدة، انسحب اللواء وغادر جنوب فيتنام إلى فورت هود، تكساس، للانضمام مجددًا إلى فرقة الفرسان الأولى. عند وصول أعلامه إلى فورت هود في 29 يونيو 1972، أصبح لواء "الذئب الرمادي" رسميًا، نسبةً إلى الجنرال جورج كروك، الذي يُعتبر أعظم مقاتل هندي في الجيش الأمريكي. خضع اللواء لتغيير من تشكيل جوي إلى لواء مشاة (مشاة ثقيلة أو آلية). وظل لواء "الذئب الرمادي" مع الفرقة حتى توقف نشاطه عام 1980.
كان اللواء الثالث يتكون من العناصر التالية:
- HHC، اللواء الثالث
- الكتيبة الأولى، فوج الفرسان السابع
- الكتيبة الثانية، فوج الفرسان السابع
- الكتيبة الخامسة، فوج الفرسان السابع (أُضيفت أثناء وجود الوحدة في جنوب فيتنام)
- فرقة F، فوج الفرسان التاسع

## ما بعد عملية عاصفة الصحراء
ظلّ اللواء في حالة ركود حتى 21 مايو/أيار 1991، عندما أُعيد تسمية لواء "النمر" الأول، الفرقة المدرعة الثانية، إلى لواء "الذئاب الرمادية" الثالث، فرقة الفرسان الأولى. ومنذ ذلك الحين، شارك اللواء في العديد من دورات مركز التدريب الوطني، ونشر عناصر بحجم قوة مهام في الكويت، وفي سبتمبر/أيلول 1996، نفّذ أول عملية انتشار بدون إخطار مسبق بحجم لواء في الكويت بعد عاصفة الصحراء دعماً لعملية ضربة الصحراء.

## عملية تحرير العراق الثانية

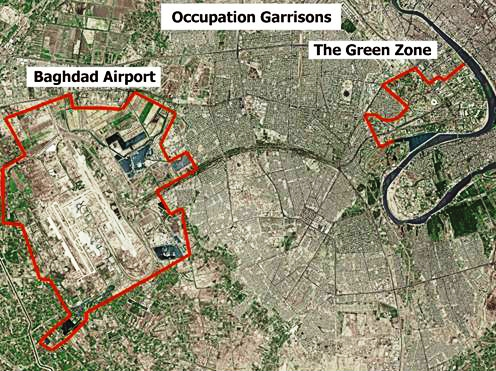
منظر جوي وخريطة للمنطقة الخضراء في بغداد

في أوائل عام 2004، بدأ اللواء الثالث بالانتشار في العراق للمشاركة في عملية تحرير العراق. تولى اللواء حماية المنطقة الخضراء والأحياء المحيطة بها في بغداد. وعادت آخر عناصره إلى ديارهم في مارس 2005.
وقد نُظِّم اللواء على النحو التالي:
- HHC، اللواء الثالث
- الكتيبة الأولى، فوج الفرسان التاسع
- الكتيبة الثانية، فوج الفرسان السابع
- الكتيبة الثالثة، فوج الفرسان الثامن
- فرقة F، فوج الفرسان التاسع
- الكتيبة الثانية، المدفعية الميدانية 82
- الكتيبة الثامنة للمهندسين

- كتيبة الدعم المتقدم 215

اللواء أعاد تنظيم مهامه في الكويت قبل دخول العراق:
- فُصِلَت الكتيبة الثانية من فوج الفرسان السابع إلى فريق القتال باللواء 39، الحرس الوطني لجيش أركنساس
- أُلحِقَت الكتيبة الأولى من فوج المشاة 153 من لواء المشاة 39
- أُلحِقَت الكتيبة الأولى من فوج المشاة 161 باللواء المدرع 81، الحرس الوطني لجيش واشنطن
- الكتيبة 112 للشرطة العسكرية، الحرس الوطني لجيش ميسيسيبي

وقد أُرفِق أيضًا ما يلي:
- شركة الشرطة العسكرية رقم 571؛
- فرقة F (بريستول)، السرب الثاني، فوج الفرسان المدرع رقم 278 ، الحرس الوطني لجيش تينيسي؛
- سرية برافو، الكتيبة الأولى، فوج المشاة 160، الحرس الوطني لجيش كاليفورنيا
- شركة من الفوج البحري الثامن؛
- بالإضافة إلى ذلك انضم عدد كبير من الأفراد من الاحتياطي الفردي الجاهز إلى اللواء

وقد حصل اللواء على الاستشهادات الوحدوية التالية:
- حصلت فرقة HHC، اللواء الثالث، على وسام الوحدة المتميزة (MUC) للفترة من 17 مارس 2004 حتى 23 مارس 2005.
- حصلت الكتيبة الأولى من فوج المشاة 153 على وسام MUC (17 مارس 2004 – 23 مارس 2005)
- حصلت الكتيبة الأولى من فوج المشاة 161 على وسام MUC (17 مارس 2004 – 23 مارس 2005)
- حصلت الكتيبة الثالثة من فوج الفرسان الثامن على وسام MUC (23 مارس 2004 – 5 مارس 2005)
- حصلت الكتيبة الثانية من فوج المدفعية 82 على وسام MUC (17 مارس 2004 – 23 مارس 2005)

## التنميط
في إطار تقسيم فرقة الفرسان الأولى إلى وحدات، نُقلت كتيبتان إلى اللواء الرابع، وأُلغيَت فرقة المهندسين الثامنة. نُقلت كتيبة من اللواء الأول، ووُسِّعت فرقة "ف" إلى سرب، ونُظِّمت كتيبة قوات خاصة.
- HHC، 3 ABCT
- السرب السادس (RSTA)، فوج الفرسان التاسع
- الكتيبة الأولى، فوج الفرسان الثاني عشر
- الكتيبة الثالثة، فوج الفرسان الثامن
- الكتيبة الثانية، فوج المدفعية الميدانية 82
- كتيبة القوات الخاصة[2]
- كتيبة الدعم 215 (اللواء)

## عملية تحرير العراق 2006-2007
في سبتمبر 2006، بدأ اللواء الثالث "جري وولف" بالانتشار في العراق في جولته القتالية الثانية ضمن عملية تحرير العراق. خلال هذه الجولة، نُقل إلى محافظة ديالى وتمركز في بعقوبة. وبينما كان يعمل كقوة إقليمية رئيسية لجهود التحالف في المنطقة، كان خاضعًا لقيادة الفرقة متعددة الجنسيات - الشمال (MND-N). خلال الجولة (2006-2008)، تولى قيادة الفرقة متعددة الجنسيات - الشمال الفرقة 25 مشاة وتمركز في قاعدة سبايكر للعمليات في تكريت. كان اللواء جزءًا من "تمديد" مسرح العمليات المثير للجدل الذي زاد مدة جميع الجولات القتالية إلى 15 شهرًا. أدى ذلك إلى تأجيل إعادة انتشاره من مسرح العمليات إلى ديسمبر 2007.

## عملية تحرير العراق 2008-2009
في ديسمبر 2008، انتشر لواء غراي وولف في العراق في جولته الثالثة. وفي 19 يناير 2009، تولوا قيادة قاعدة ماريز للعمليات المتقدمة في الموصل من "البنادق الشجاعة" التابعة لفوج الفرسان المدرع الثالث. وكما كان الحال خلال دورتهم الأخيرة في العراق، عاد لواء غراي وولف إلى الخدمة تحت قيادة فرقة المشاة الخامسة والعشرين والفرقة متعددة الجنسيات في الشمال.

## عملية الفجر الجديد 2011
في يناير/كانون الثاني 2011، انتشر لواء غراي وولف في المحافظات الجنوبية من العراق بقوات في المثنى وذي قار وميسان والبصرة. وكانت المهمة الرئيسية للواء مواصلة تطوير قوات الجيش والشرطة العراقية من خلال مهمة تقديم المشورة والمساعدة. أما مهمته الثانوية فكانت تنفيذ مهام تأمين الطرق للمساعدة في الحفاظ على خطوط الاتصال البرية المفتوحة. وستدعم كلتا المهمتين انسحاب القوات العسكرية الأمريكية من العراق في ديسمبر/كانون الأول 2011. وفي 17 ديسمبر/كانون الأول 2011، كانت كتيبة القوات الخاصة التابعة للواء غراي وولف آخر وحدة قتالية تُعاد انتشارها من البلاد التي مزقتها الحرب، منهيةً بذلك الحرب الأمريكية التي استمرت تسع سنوات.

## إعادة تنظيم
مع تعطيل فريق القتال الرابع "السكين الطويل" في عام 2013، انضمت الكتيبة الثانية من فوج الفرسان السابع إلى اللواء بعد 8 سنوات. حلت كتيبة المهندسين الثالثة محل كتيبة القوات الخاصة الثالثة التي تشكلت من كتيبة المهندسين الثامنة في عام 2005.

## التنظيم الحالية
- المقر الرئيسي وقوات المقر (HHT)، فريق القتال للواء الثالث (3rd BCT)
- السرب السادس، فوج الفرسان التاسع (RSTA) الاستطلاع والمراقبة واكتساب الهدف "Saber"
- الكتيبة الثانية، فوج الفرسان السابع "الشبح"
- الكتيبة الثالثة، فوج الفرسان الثامن "الحصان الحربي"
- الكتيبة الأولى، فوج الفرسان الثاني عشر "تشارجرز"
- الكتيبة الثانية، فوج المدفعية الميدانية 82 (2-82 FAR) "التنينات الفولاذية"
- كتيبة مهندسي اللواء الثالث (3rd BEB) "القنادس"
- كتيبة دعم اللواء 215 (215th BSB) "الحدادون"

## رصيد المشاركة في الحملة
| الصراع                 | العنوان                        | سنين      |
| ---------------------- | ------------------------------ | --------- |
| الحرب العالمية الثانية | راينلاند                       | 1944      |
| الحرب العالمية الثانية | آردين-ألزاس                    | 1944      |
| الحرب العالمية الثانية | أوروبا الوسطى                  | 1944      |
| حرب فيتنام             | دفاع فيتنام                    | 1965      |
| حرب فيتنام             | الهجوم المضاد، المرحلة الأولى  | 1965–1966 |
| حرب فيتنام             | الهجوم المضاد، المرحلة الثانية | 1966–1967 |
| حرب فيتنام             | الهجوم المضاد، المرحلة الثالثة | 1967–1968 |
| حرب فيتنام             | هجوم تيت المضاد                | 1968      |
| حرب فيتنام             | الهجوم المضاد، المرحلة الرابعة | 1968      |
| حرب فيتنام             | الهجوم المضاد، المرحلة الخامسة | 1968      |
| حرب فيتنام             | الهجوم المضاد، المرحلة السادسة | 1968–1969 |
| حرب فيتنام             | تيت 69/هجوم مضاد               | 1969      |
| حرب فيتنام             | صيف-خريف 1969                  | 1969      |
| حرب فيتنام             | الشتاء والربيع 1970            | 1970      |
| حرب فيتنام             | الهجوم المضاد على الملجأ       | 1970      |
| حرب فيتنام             | الهجوم المضاد، المرحلة السابعة | 1970–1971 |
| حرب فيتنام             | التوحيد الأول                  | 1971      |
| حرب فيتنام             | التوحيد الثاني                 | 1971–1972 |
| حرب فيتنام             | وقف إطلاق النار                | 1972–1973 |
| حرب العراق             | الحوكمة العراقية               | 2004      |
| حرب العراق             | القرار الوطني                  | 2005      |
| حرب العراق             | زيادة القوات العراقية          | 2008      |
| حرب العراق             | السيادة العراقية               | 2009      |
| حرب العراق             | فجر جديد                       | 2011      |

## الزخارف
| شريط | جائزة                                            | سنة                             | نقش              |
| ---- | ------------------------------------------------ | ------------------------------- | ---------------- |
|      | استشهاد وحدة الجيش الرئاسية                      | من 23 أكتوبر إلى 26 نوفمبر 1965 | مقاطعة بليكو     |
|      | جائزة الوحدة الشجاعة للجيش                       |                                 | مقاطعة كوانغ تين |
|      | جائزة الوحدة الشجاعة للجيش                       | مايو 1970                       | خطاف السمك       |
|      | تكريم وحدة الجيش المتميزة                        | 1944                            | أوروبا 1944      |
|      | تكريم وحدة الجيش المتميزة                        | 1945                            | أوروبا 1945      |
|      | تكريم وحدة الجيش المتميزة                        | 2004–2005                       | العراق           |
|      | وسام تقدير الوحدة العسكرية                       | 2008–2009                       | العراق           |
|      | تكريم وحدة الجيش المتميزة                        | 2011                            | العراق           |
|      | وسام الشجاعة لجمهورية فيتنام مع نخلة             | 1965–1969                       | فيتنام           |
|      | وسام الشجاعة لجمهورية فيتنام مع نخلة             | 1969–1970                       | فيتنام           |
|      | وسام الشجاعة لجمهورية فيتنام مع نخلة             | 1970–1971                       | فيتنام           |
|      | وسام الشجاعة لجمهورية فيتنام مع نخلة             | 1971–1972                       | فيتنام           |
|      | ميدالية جمهورية فيتنام للدعاوى المدنية مع النخلة | 1969–1970                       | فيتنام           |

## روابط خارجية
- الصفحة الرئيسية لفريق القتال الرسمي للواء الثالث، فرقة الفرسان الأولى
- "إعلانات جوائز الحملات، والخدمة الحربية، والوحدة"
- قائمة وزارة الجيش لجوائز الوحدات المعتمدة، نسخة محفوظة 6 December 2010 على موقع واي باك مشين.
- The short film